# طهماسب اژدراف
طهماسب اژدراف (انگلیسی: Tahmasib Ajdarov؛ زادهٔ ۱۷ آوریل ۱۹۶۴) دانشمند آذربایجانی و اوکراینی، دکترای علوم اقتصاد است.

## اوایل زندگی
طهماسب اژدراف ۲۸ فروردین ۱۳۴۳ در باکو در آذربایجان شوروی به دنیا آمد. وی با نمرات عالی از مدرسه نظامی حزب کمونیست وقت آذربایجان فارغ‌التحصیل شد. طهماسب اژدراف دانش‌آموخته رشته مالیه و وام از دانشگاه اقتصاد جمهوری آذربایجان و دانشکده حقوق از دانشگاه دولتی باکو می‌باشد. او بر اساس این تحصیلات در سال‌های آینده به یک اقتصاددان و حقوقدان تبدیل شد. وی سپس در آکادمی خدمات مدنی تحت ریاست جمهوری فدراسیون روسیه به تحصیلات خود ادامه داد.
پس از تفکیک خدمات مالیاتی از وزارت دارایی آذربایجان، به عنوان رئیس گروه حقوقی در بخش بازرسی کل امور مالیاتی فعالیت‌های شغلی اش را آغاز کرد. پس از مدتی به عنوان معاون رئیس سازمان بازرسی کل امور مالیاتی کشور تحت فرمان اجرایی رئیس‌جمهوری آذربایجان منصوب گردید. مدت طولانی در آن سمت ابقاء شد و به مقام مشاوری ارشد خدمات مالیاتی کشور (خدمات عمومی مالیاتی) رسید. وی دوره‌های آموزشی بین‌المللی مربوط به امور مالیاتی را در فرانسه، آلمان، اتریش و ترکیه با موفقیت گذراند و مدرک‌های آن کشورها را اخذ نمود.
وی در سال ۱۳۷۵ از مقطع کارشناسی ارشد در دانشکده اقتصاد با نمرات عالی فارغ‌التحصیل شد و با موفقیت از پایان‌نامه دکترای خود دفاع نمود. طهماسب اژدراف مدرک دکترای علوم اقتصاد را به فرمان کمسیون عالی گواهی جمهوری آذربایجان مورخ سال ۱۳۷۶ دریافت نمود. وی نخستین محقق- دانشمندی است که در مورد مباحث تشکیل و بهبود سازوکار مالیاتی در آذربایجان تحصیل کرده‌است.
در سال ۱۳۷۹، جهت فعالیت علمی به شهر کی‌اف اوکراین عازم شد. پس از تحصیالت تکمیلی در آنجا، با موفقیت از رساله دکترای خود در رشته گردش پول و وام در فرانسه دفاع نمود. درجه دکترای اقتصاد در سال ۱۳۸۱ توسط کمیسیون عالی گواهی اوکراین به او اعطاء گردید. آثار علمی طهماسب اژدراف در آذربایجان، روسیه، اوکراین، بلاروس، قزاقستان، ازبکستان، ایران و ترکیه منتشر شده‌است.
وی نویسنده ۱۵ تک‌نگاشت علمی، ۱۰ دفترک، حدود ۱۰۰ مقاله علمی و طیف وسیعی از دستورالعمل‌ها، برنامه‌ها و پیش نویس قوانین می‌باشد. هم‌اکنون به تحقیقات علمی خود در زمینه حقوق و اقتصاد ادامه می‌دهد.